# Watertoren (Leerdam 1912)
De tweede watertoren in de Nederlandse stad Leerdam is gebouwd in 1912 door bouwbedrijf Visser & Smit Hanab. Deze toren had een hoogte van 25,50 meter en een waterreservoir van 150 m³. De toren is in 1930 gesloopt.
De toren was een zogenaamde opvoertoren en stond aan de Lingestraat.